# Кириет-Лунга
Кириет-Лунга (рум. Chiriet-Lunga) — село в Молдавии, в составе автономного территориального образования Гагаузия.

## География
Рядом с западной окраиной села, по направлению с севера и поворачивая на юго-запад протекает река Лунга (левый приток реки Ялпуг).

## Известные уроженцы села
- Василий Петрович Арабаджи (1898—1981) — учёный, дипломат, один из создателей гагаузской письменности.
- Бургуджи, Иван Георгиевич — гагаузский публицист и правозащитник.
- Танасоглу, Дионис Николаевич (1922—2006) — один из основоположников гагаузской литературы.
- Танасоглу, Николай Георгиевич (1895—1970) — известный просветитель: педагог, писатель.
- Тодорогло, Дмитрий Михайлович (род.1944) – политик, государственный деятель.